# 수명중학교
수명중학교(壽命中學校)는 대한민국 서울특별시 강서구 내발산동에 있는 공립 중학교이다.

## 학교 연혁
- 2007년 11월 1일 : 수명중 설립인가(19학급)
- 2008년 3월 1일 : 초대 조택현 교장 취임
- 2008년 3월 3일 : 제1회 입학식(6학급 161명)
- 2011년 2월 11일 : 제1회 졸업식(6학급 211명)
- 2016년 3월 1일 : 학교체육(동계스포츠활용) 연구학교 운영(교육부 지정 2년)
- 2016년 10월 4일 : 수명중학교 컬링부 창단
- 2020년 3월 1일 : 제5대 하광열 교장 취임
- 2023년 2월 10일 : 제13회 졸업식(7학급 225명)
- 2023년 3월 2일 : 제16회 입학식(7학급 174명)

## 참고 자료
- 수명중학교 - 한국교육학술정보원 학교알리미